# Festival de Cannes 2007
Le Festival de Cannes 2007, 60e édition du festival, a eu lieu du 16 au 27 mai 2007. La maîtresse de cérémonie fut l'actrice allemande Diane Kruger et le président du jury le réalisateur britannique Stephen Frears. Le festival s'est ouvert par la montée des marches de l'équipe de My Blueberry Nights et par un court-métrage de David Lynch d'une durée de deux minutes (un segment du film Chacun son cinéma) présenté lors de la cérémonie d'ouverture.

## Déroulement et faits marquants
Le 12 janvier 2007, il est annoncé que Stephen Frears sera le président du jury, il réagit « C'est bien sûr un honneur mais aussi un plaisir de pouvoir découvrir des films sensationnels, venus des quatre coins du monde, surtout dans une ambiance aussi prenante. God Save Cannes! (et la Reine, bien sûr) ».
L'affiche est inspirée des travaux de Philippe Halsman, photographe de l'agence Magnum qui prenait en photo plusieurs personnalités en train de sauter (jumping). L'affiche rassemble, selon les concepteurs, 60 ans de créations de cinéma. Photographié par Alex Majoli, les personnalités présentes sur l'affiche, faisant le jumping, sont les réalisateurs Pedro Almodóvar, Jane Campion, Souleymane Cissé, Wong Kar-wai ainsi que les acteurs Juliette Binoche, Samuel L. Jackson, Penélope Cruz, Gérard Depardieu et Bruce Willis.
L'affiche de la section Un certain regard est une œuvre originale d'Enrico Marini.
La soixantième édition du Festival fut l'occasion de proposer un projet marquant : Chacun son cinéma. 35 réalisateurs proposèrent chacun un court métrage de deux minute métrage sur la salle de cinéma. Le projet fut initié par le délégué général du Festival, Gilles Jacob.

## Jurys

### Compétition
| Image | Nom                                | Qualité                | Nationalité |
| ----- | ---------------------------------- | ---------------------- | ----------- |
|       | Stephen Frears (président du jury) | réalisateur            | Royaume-Uni |
|       | Marco Bellocchio                   | réalisateur            | Italie      |
|       | Maggie Cheung                      | actrice                | Hong Kong   |
|       | Toni Collette                      | actrice                | Australie   |
|       | Maria de Medeiros                  | réalisatrice / actrice | Portugal    |
|       | Orhan Pamuk                        | écrivain               | Turquie     |
|       | Michel Piccoli                     | réalisateur / acteur   | France      |
|       | Sarah Polley                       | actrice / réalisatrice | Canada      |
|       | Abderrahmane Sissako               | réalisateur            | Mauritanie  |

### Caméra d'or
| Nom                                 | Qualité                      | Nationalité |
| ----------------------------------- | ---------------------------- | ----------- |
| Pavel Lounguine (président du jury) | réalisateur                  | Russie      |
| Julie Bertuccelli                   | réalisatrice                 | France      |
| Clotilde Courau                     | actrice                      | France      |
| Renato Berta                        | directeur de la photographie | Suisse      |

### Un certain regard
| Nom                                 | Qualité      | Nationalité |
| ----------------------------------- | ------------ | ----------- |
| Pascale Ferran (présidente du jury) | réalisatrice | France      |
| Cristi Puiu                         | réalisateur  | Roumanie    |
| Jasmine Trinca                      | actrice      | Italie      |
| Kent Jones                          | journaliste  | États-Unis  |
| Bian Qin                            |              | Chine       |

### Cinéfondation et courts métrages
| Nom                             | Qualité                | Nationalité      |
| ------------------------------- | ---------------------- | ---------------- |
| Jia Zhangke (président du jury) | réalisateur            | Chine            |
| Niki Karimi                     | réalisatrice / actrice | Iran             |
| Deborah Nadoolman               | créatrice de costumes  | États-Unis       |
| Jean-Marie Le Clézio            | écrivain               | France           |
| Dominik Moll                    | réalisateur            | France Allemagne |

## Sélections

### Sélection officielle
La sélection officielle, comprenant les films en compétition et la section Un certain regard, ainsi que les jurys, ont été révélés le jeudi 19 avril 2007.

#### Compétition
La sélection officielle en compétition se compose de 22 films :
| Titre                                                       | Réalisation                          | Pays              | Distribution                                                                    |
| ----------------------------------------------------------- | ------------------------------------ | ----------------- | ------------------------------------------------------------------------------- |
| 4 mois, 3 semaines, 2 jours (4 luni, 3 săptămâni și 2 zile) | Cristian Mungiu                      | Roumanie          | Anamaria Marinca, Laura Vasiliu, Vlad Ivanov                                    |
| Alexandra (Александра)                                      | Alexandre Sokourov                   | Russie            | Galina Vichnevskaïa, Vassili Chetvtsov, Raïssa Gitchaïeva                       |
| Le Bannissement (Изгнание, Izgnanie)                        | Andreï Zviaguintsev                  | Russie            | Konstantin Lavronenko, Maria Bonnevie, Alexander Baluyev, Maxime Shibaev        |
| Boulevard de la mort (Death Proof)                          | Quentin Tarantino                    | États-Unis        | Kurt Russell, Rosario Dawson, Zoë Bell, Rose McGowan                            |
| Les Chansons d'amour                                        | Christophe Honoré                    | France            | Louis Garrel, Ludivine Sagnier, Clotilde Hesme, Grégoire Leprince-Riquet        |
| My Blueberry Nights (film d'ouverture)                      | Wong Kar-wai                         | Hong Kong         | Norah Jones, Jude Law, Rachel Weisz, David Strathairn, Natalie Portman          |
| No Country for Old Men                                      | Joel et Ethan Coen                   | États-Unis        | Tommy Lee Jones, Javier Bardem, Josh Brolin, Woody Harrelson, Kelly Macdonald   |
| Souffle (숨, Soom)                                          | Kim Ki-duk                           | Corée du Sud      | Chang Chen, Park Ji-ah                                                          |
| Tehilim                                                     | Raphaël Nadjari                      | Israël France     | Michael Moshonov, Limor Goldstein, Yonathan Alster                              |
| Paranoid Park                                               | Gus Van Sant                         | États-Unis        | Gabe Nevins, Daniel Liu, Jake Miller, Taylor Momsen                             |
| Import/Export                                               | Ulrich Seidl                         | Autriche          | Ekateryna Rak, Paul Hofmann, Erich Finsches                                     |
| Lumière silencieuse (Stellet Licht)                         | Carlos Reygadas                      | Mexique           | Cornelio Wall, Miriam Toews, Maria Pankratz, Peter Wall, Jacobo Klassen         |
| De l'autre côté (Auf der anderen Seite)                     | Fatih Akın                           | Allemagne Turquie | Baki Davrak, Nurgül Yeşilçay, Patricia Ziolkowska, Hanna Schygulla              |
| L'Homme de Londres (A Londoni férfi)                        | Béla Tarr                            | Hongrie           | Miroslav Krobot, Tilda Swinton, János Derzsi                                    |
| Persepolis (en compétition pour la Caméra d'or)             | Marjane Satrapi et Vincent Paronnaud | France            | (film d’animation)                                                              |
| Secret Sunshine (밀양, Miryang)                             | Lee Chang-dong                       | Corée du Sud      | Jeon Do-yeon, Song Kang-ho                                                      |
| Une vieille maîtresse                                       | Catherine Breillat                   | France            | Asia Argento, Fu'ad Aït Aattou, Roxane Mesquida                                 |
| La nuit nous appartient (We Own the Night)                  | James Gray                           | États-Unis        | Joaquin Phoenix, Mark Wahlberg, Eva Mendes, Robert Duvall                       |
| Promets-moi (Promise me this)                               | Emir Kusturica                       | Serbie            | Uroš Milovanović, Marija Petronijević, Miki Manojlović                          |
| Le Scaphandre et le Papillon                                | Julian Schnabel                      | France            | Mathieu Amalric, Emmanuelle Seigner, Marie-Josée Croze, Max von Sydow           |
| La Forêt de Mogari (殯の森, Mogari no mori)                 | Naomi Kawase                         | Japon             | Machiko Ono, Yoichiro Saito, Kanako Masuda, Shigeki Uda                         |
| Zodiac                                                      | David Fincher                        | États-Unis        | Jake Gyllenhaal, Mark Ruffalo, Robert Downey Jr, Anthony Edwards, Chloë Sevigny |

#### Un certain regard
La section Un certain regard comprend 20 films :
| Titre                                                   | Réalisation                         | Pays       |
| ------------------------------------------------------- | ----------------------------------- | ---------- |
| Actrices                                                | Valeria Bruni Tedeschi              | France     |
| L'Avocat de la terreur                                  | Barbet Schroeder                    | France     |
| Et puis les touristes (Am Ende kommen Touristen)        | Robert Thalheim                     | Allemagne  |
| Et toi, t'es sur qui ?                                  | Lola Doillon                        | France     |
| Pleasure Factory (Kuaile Gongchang)                     | Ekachai Uekrongtham                 | Thaïlande  |
| La soledad                                              | Jaime Rosales                       | Espagne    |
| Magnus                                                  | Kadri Kõusaar                       | Estonie    |
| Mang Shan                                               | Li Yang                             | Chine      |
| Mon frère est fils unique (Mio fratello è figlio unico) | Daniele Luchetti                    | Italie     |
| Mister Lonely                                           | Harmony Korine                      | États-Unis |
| Munyurangabo                                            | Lee Isaac Chung                     | États-Unis |
| Naissance des pieuvres                                  | Céline Sciamma                      | France     |
| California Dreamin'                                     | Cristian Nemescu                    | Roumanie   |
| Les Toilettes du pape (El Baño del Papa)                | Enrique Fernandes et César Charlone | Uruguay    |
| Rue Santa Fe                                            | Carmen Castillo                     | Chili      |
| La Visite de la fanfare (Bikur Ha-Tizmoret)             | Eran Kolirin                        | Israël     |
| Nous, les vivants (Du levande)                          | Roy Andersson                       | Suède      |
| Le Voyage du ballon rouge                               | Hou Hsiao-hsien                     | France     |
| La Fiancée errante                                      | Ana Katz                            | Argentine  |
| Train de nuit (Ye Che)                                  | Diao Yi'nan                         | Chine      |

#### Hors compétition
| Titre                                | Réalisation                        | Pays       |
| ------------------------------------ | ---------------------------------- | ---------- |
| Boarding Gate                        | Olivier Assayas                    | France     |
| Un cœur invaincu (A Mighty Heart)    | Michael Winterbottom               | États-Unis |
| Chacun son cinéma                    | 35 réalisateurs                    | France     |
| Go Go Tales                          | Abel Ferrara                       | États-Unis |
| Ocean's Thirteen                     | Steven Soderbergh                  | États-Unis |
| Sicko                                | Michael Moore                      | États-Unis |
| U2 3D                                | Catherine Owens et Mark Pellington | États-Unis |
| L'Âge des ténèbres (film de clôture) | Denys Arcand                       | Canada     |

#### Courts métrages
- Ah Ma d'Anthony Chen
- Ark de Grzegorz Jonkajtys
- Het Zusje de Marco van Geffen
- Le Nom du moineau de Kyros Papavassiliou
- Looking Glass d'Erik Rosenlund
- My Dear Rosseta de Hea-hoon Yang
- Résistance aux tremblements d'Olivier Hems
- Run de Mark Albiston
- The Last 15 d'Antonio Campos
- The Oates' Valor de Tim Thaddeus Cahill
- Voir pleuvoir (Ver llover) d'Elisa Miller

#### Cinéma de la Plage
| Titre                          | Réalisation        | Pays              | Année |
| ------------------------------ | ------------------ | ----------------- | ----- |
| Made in Jamaica                | Jérôme Laperrousaz | France            | 2007  |
| Sailor et Lula                 | David Lynch        | États-Unis        | 1990  |
| Kagemusha, l'Ombre du guerrier | Akira Kurosawa     | Japon, États-Unis | 1980  |

### Quinzaine des réalisateurs
| Titre                               | Réalisation                                                                                   | Pays                                          |
| ----------------------------------- | --------------------------------------------------------------------------------------------- | --------------------------------------------- |
| Après lui                           | Gaël Morel                                                                                    | France                                        |
| Avant que j'oublie                  | Jacques Nolot                                                                                 | France                                        |
| Caramel (Sukkar banat)              | Nadine Labaki                                                                                 | Liban                                         |
| Chop Shop                           | Ramin Bahrani                                                                                 | États-Unis                                    |
| Control                             | Anton Corbijn                                                                                 | Royaume-Uni                                   |
| Big Man Japan (Dai Nippon-jin)      | Hitoshi Matsumoto                                                                             | Japon                                         |
| Elle s'appelle Sabine               | Sandrine Bonnaire                                                                             | France                                        |
| L'État du monde (O Estado do mundo) | Chantal Akerman Apichatpong Weerasethakul Vicente Ferraz Ayisha Abraham Wang Bing Pedro Costa | Belgique Thaïlande Brésil Inde Chine Portugal |
| John John (Foster Child)            | Brillante Mendoza                                                                             | Philippines                                   |
| La France                           | Serge Bozon                                                                                   | France                                        |
| Garage                              | Lenny Abrahamson                                                                              | Irlande                                       |
| L'Un contre l'autre (Gegenüber)     | Jan Bonny                                                                                     | Allemagne                                     |
| La influencia                       | Pedro Aguilera                                                                                | Mexique                                       |
| Mutum                               | Sandra Kogut                                                                                  | Brésil                                        |
| Ploy                                | Pen-ek Ratanaruang                                                                            | Thaïlande                                     |
| PVC-1                               | Spiros Stathoulopoulos                                                                        | Grèce                                         |
| La Question humaine                 | Nicolas Klotz                                                                                 | France                                        |
| Savage Grace                        | Tom Kalin                                                                                     | États-Unis                                    |
| Smiley Face                         | Gregg Araki                                                                                   | États-Unis                                    |
| Tout est pardonné                   | Mia Hansen-Løve                                                                               | France                                        |
| Un homme perdu                      | Danielle Arbid                                                                                | Liban                                         |
| Yumurta                             | Semih Kaplanoğlu                                                                              | Turquie                                       |
| Zoo                                 | Robinson Devor                                                                                | États-Unis                                    |

### Semaine de la critique

#### Compétition

##### Longs métrages
| Titre                         | Réalisation                 | Pays      |
| ----------------------------- | --------------------------- | --------- |
| Funuke (en)                   | Daihachi Yoshida            | Japon     |
| Pàrpados azules               | Ernesto Contreras           | Mexique   |
| XXY                           | Lucía Puenzo                | Argentine |
| Les Méduses (Meduzot)         | Etgar Keret et Shira Geffen | Israël    |
| Nos retrouvailles             | David Oelhoffen             | France    |
| Voleurs de chevaux            | Micha Wald                  | Belgique  |
| La Voie lactée (A via láctea) | Lina Chamie                 | Brésil    |

##### Courts métrages
- Tous les deux (Both) de Bass Bre'che (Royaume-Uni/Liban)
- La Route, la nuit de Marine Alice Le Dû (France)
- Madame Tutli-Putli de Chris Lavis et Maciek Szczerbowski (en) (Canada)
- Un rameau (Um ramo) de Juliana Rojas et Marco Dutra (Brésil)
- Saliva de Esmir Filho (Brésil)
- Brouillard (Fog) de Peter Salmon (Nouvelle-Zélande)
- Rabbit Troubles de Dimitar Mitovski et Kamen Kalev (Bulgarie)

#### Hors compétition

##### Longs métrages
| Titre                                                                                        | Réalisation                        | Pays       |
| -------------------------------------------------------------------------------------------- | ---------------------------------- | ---------- |
| Héros (film d'ouverture)                                                                     | Bruno Merle                        | France     |
| L'Orphelinat (séance spéciale)                                                               | Juan Antonio Bayona                | Espagne    |
| À l'intérieur (séance spéciale)                                                              | Julien Maury et Alexandre Bustillo | France     |
| Déficit (séance spéciale)                                                                    | Gael García Bernal                 | Mexique    |
| L'Assaillant (El asaltante)                                                                  | Pablo Fendrik                      | Argentine  |
| Mauvaises habitudes (Malos hábitos)                                                          | Simón Bross                        | Mexique    |
| Le Problème avec les moustiques et autres histoires (The Mosquito Problem and Other Stories) | Andrey Paounov                     | Bulgarie   |
| Expired (film de clôture)                                                                    | Cecilia Miniucchi                  | États-Unis |

##### Courts métrages
- Situation Frank de Patrik Eklund (Suède) (séance spéciale)
- Primrose Hill de Mikhaël Hers (France) (séance spéciale)
- Chambre 616 de Frédéric Pelle (France) (séance spéciale)

### ACID

#### Longs métrages
| Titre                        | Réalisation                        | Pays                |
| ---------------------------- | ---------------------------------- | ------------------- |
| Combalimon (Dernière saison) | Raphaël Mathié                     | France              |
| Des trous dans la tête       | Guy Maddin                         | Canada États-Unis   |
| L’Homme qui marche           | Aurélia Georges                    | France              |
| La Part animale              | Sébastien Jaudeau                  | France              |
| Les ballets de ci de là      | Alain Platel                       | France Belgique     |
| Prisonniers de Beckett       | Michka Saäl                        | France Canada       |
| Rêves de poussière           | Laurent Salgues                    | France Burkina Faso |
| So long my heart !           | Stefan Hillebrand et Oliver Paulus | Allemagne Suisse    |

#### Courts métrages d'avant programme
- À l'instar du père Noël et de la pizza de Mathieu Amalric
- Deux cages sans oiseaux de Mathieu Amalric
- C’est d’accord de Marilyne Canto
- Oui peut-être de Marilyne Canto
- Jeunesse d’Hamlet de Nicolas Klotz et Élisabeth Perceval
- La Consolation de Nicolas Klotz et Elisabeth Perceval
- Les Comédiennes (1.Persévère dans ton être et 2.A chacune sa rue) d’Arnaud et Jean-Marie Larrieu
- Trac de Patrice Leconte

## Palmarès

### Palmarès officiel

#### Compétition
Le palmarès du festival a été décerné le 27 mai 2007.
| Prix                            | Lauréat                                            | Pays         |
| ------------------------------- | -------------------------------------------------- | ------------ |
| Palme d'or                      | 4 mois, 3 semaines, 2 jours de Cristian Mungiu     | Roumanie     |
| Grand Prix du Jury              | La Forêt de Mogari de Naomi Kawase                 | Japon        |
| Prix spécial du 60e festival    | Gus van Sant pour Paranoid Park                    | États-Unis   |
| Prix d'interprétation masculine | Konstantin Lavronenko pour Le Bannissement         | Russie       |
| Prix d'interprétation féminine  | Jeon Do-yeon pour Secret Sunshine                  | Corée du Sud |
| Prix de la mise en scène        | Julian Schnabel pour Le Scaphandre et le Papillon  | États-Unis   |
| Prix du scénario                | Fatih Akin pour De l'autre côté                    | Allemagne    |
| Prix du jury                    | Persepolis de Marjane Satrapi et Vincent Paronnaud | France       |
| Prix du jury                    | Lumière silencieuse de Carlos Reygadas             | Mexique      |

#### Caméra d'or
| Prix             | Lauréats                                                     | Pays        |
| ---------------- | ------------------------------------------------------------ | ----------- |
| Caméra d'or      | Les Méduses (מדוזות, Meduzot) de Etgar Keret et Shira Geffen | Israël      |
| Mention spéciale | Control de Anton Corbijn                                     | Royaume-Uni |

#### Un certain regard
| Prix                   | Lauréats                                | Pays     |
| ---------------------- | --------------------------------------- | -------- |
| Prix Un Certain Regard | California Dreamin' de Cristian Nemescu | Roumanie |
| Prix spécial du jury   | Actrices de Valeria Bruni-Tedeschi      | France   |
| Coup de cœur du jury   | La Visite de la fanfare de Eran Kolirin | Israël   |

#### Cinéfondation
| Prix           | Lauréats                                       | École de cinéma                                     |
| -------------- | ---------------------------------------------- | --------------------------------------------------- |
| Premier Prix   | Ahora Todos Parecen Contentos de Gonzalo Tobal | Universidad Del Cine, Buenos Aires Argentine        |
| Deuxième Prix  | Ru Dao de Chen Tao                             | Beijing Film Academy, Pékin Chine                   |
| Troisième Prix | A Reunion de Hong Sung-Hoon                    | The Korean Academy of Film Arts, Séoul Corée du Sud |
| Troisième Prix | Minus de Pavle Vuckovic                        | Fakultet Dramskih Umetnosti, Belgrade Serbie        |

#### Courts métrages
| Prix                           | Lauréats                  | Pays      |
| ------------------------------ | ------------------------- | --------- |
| Palme d'or du court-métrage    | Ver llover d'Elisa Miller | Mexique   |
| Mention spéciale court-métrage | Ah Ma d'Anthony Chen      | Singapour |
|                                | Run de Mark Albiston      | Australie |

### Autres prix
| Prix                                 | Catégorie                            | Lauréats                                                                      |
| ------------------------------------ | ------------------------------------ | ----------------------------------------------------------------------------- |
| Prix FIPRESCI                        | Compétition                          | 4 mois, 3 semaines, 2 jours de Cristian Mungiu • Roumanie                     |
| Prix FIPRESCI                        | Un Certain Regard                    | Elle s'appelle Sabine de Sandrine Bonnaire • France                           |
| Prix FIPRESCI                        | Sélection parallèle                  | La Visite de la fanfare • Israël                                              |
| Prix du jury œcuménique              | Prix du jury œcuménique              | De l'autre côté de Fatih Akın • Allemagne Turquie                             |
| Prix François-Chalais                | Prix François-Chalais                | Un cœur invaincu de Michael Winterbottom • États-Unis Royaume-Uni             |
| Prix Vulcain de l'artiste technicien | Prix Vulcain de l'artiste technicien | Janusz Kaminski, directeur de la photographie de Le Scaphandre et le Papillon |
| Mention spéciale du jury CICAE       | Mention spéciale du jury CICAE       | L'Un contre l'autre de Jan Bonny • Allemagne                                  |